# Départ en voiture
Pour plus de détails, voir Fiche technique et Distribution.
Départ en voiture est un court métrage muet français réalisé par Louis Lumière sorti en 1896.

## Description
Trois femmes s'installent dans une voiture hippomobile pendant que des serviteurs montent une lourde malle sur le toit. Des amis font leurs adieux.
Les personnes présentes sur cette vue sont en grande partie de la famille Lumière  
.

## Fiche technique
- Titre original : Départ en voiture
- Réalisation : Louis Lumière
- Production : Société Lumière
- Lieu de tournage : Le Clos des Plages à La Ciotat (France)
- Pays d'origine : France
- Vue no  : 32
- Genre : Vue de famille
- Format : Court métrage — Muet — Noir et blanc - 1,30:1
- Durée : 48 s
- Date de réalisation : 1896
- Dates de sortie : 
  -  France : 25 avril 1896 à Rouen

## Distribution
- Antoine Féraud :Lui-même
- Jeanne Koehler : Elle-même, sœur d’Auguste et Louis
- Marguerite Lumière : Elle-même en robe sombre, femme d'Auguste
- Rose Lumière : Elle-même en robe claire, épouse de Louis Lumière
- Antoine Lumière : Lui-même,  père d'Auguste et Louis
- Madeleine Koehler : L'enfant
- André Honnorat : Lui-même

## Sources
- Catalogue Lumière, « Départ en voiture » (consulté le 24 février 2024).